# الخادمة (فلم 2009)
الخادمة (بالإسبانية: La Nana) هو فيلم درامي كوميدي صدرَ عام 2009 من إخراج سيباستيان سيلفا ومن تأليفِ بيدرو بيرانو. فازَ الفيلمُ بالعديدِ من الجوائز منذ العرض الأول في مهرجان صندانس السينمائي السنوي الخامس والعشرين؛ كما حظي بثناءٍ كبيرٍ خاصةً بالنِّسبة لأداء كاتالينا سافيدرا التي حازت على جائزة أفضل دور في الفيلم.

## القصّة
عملت راكيل (سافيدرا) كخادمة منزليّة لعائلة فالديس لأكثر من 23 عامًا؛ لدرجةٍ أصبحت فيها بمثابة فردٍ من الأسرة التي تتعامل مع أفرادها وهم بيلار (سيليدون) وإدموندو (غويك) بأقصى درجات الولاء والاحترام. تتعايشُ راكيل جيدًا مع ابنها المراهق لوكاس (أغوستين سيلفا)؛ لكنها تتصادمُ في عدّة أحيانٍ مع ابنتهما القاسية كاميلا (غارسيا هويدوبرو).
تبدأُ راكيل في الشعورِ بنوبات دوارٍ بسببِ الاستخدام المُفرط للكلور في التنظيف المنزلي؛ فتُقرِّر ربة المنزل بيلار توظيف خادمات إضافية لمساعدة راكيل في أعمالها اليومية؛ لكنَّ راكيل تشكو بشدةٍ من هذا وتشتركُ في سلسلة من المحاولات اليائسة لطردِ الخادمات الجُدد بما في ذلك الفتاة الصغيرة لوسي (لويولا) من أجلِ الحفاظ على وضعها في الأسرة.

## طاقم البطولة
- كاتالينا سافيدرا في دور راكيل
- كلوديا سيليدون في دور بيلار
- اليخاندرو جويك في دور ادموندو
- ماريانا لويولا في دور لوسي
- أغوستين سيلفا في دور لوكاس
- أندريا غارسيا هويدوبرو في دور كاميلا
- آنا ريفيس في دور سونيا
- ديلفينا غوزمان في دور الجدة
- لويس دوبو كومو في دور إريك
- غلوريا كاناليس في دور أم لوسي
- لويس ويغدورسكي في دور والد لوسي

## الاستقبال

### الاستقبال النقدي
استجابَ النُّقاد بشكلٍ إيجابي للغاية مع الفيلم؛ حيثُ حصل على تقييمٍ بلغ 94% على موقع روتن توميتوز وذلك استنادًا إلى 69 تقييمًا بمعدل 7.6/10، كما حصل على معدل 82 نقطة من أصل 100 في ميتاكريتيك وذلك استنادًا إلى رأي 24 من النقاد مع تقييمٍ عامٍ بأن الفيلم كان «رائعًا».
وصفَ الناقد السينمائي ديفيد باركنسون الفيلم بأنهُ «دراسة استثنائية للاستثمار العاطفي الذي تقوم به الخادمات في الأسر التي يخدمنها»، فيما وصَف روجر إيبرت من شيكاغو صن تايمز الفيلم بأنه «لا يمكنُ التنبؤ بإحداثه ... لقد كانَ جوهرة!»

### الجوائز والترشيحات
وفقًا للمجلس الوطني للمراجعة؛ فقد كان فيلمُ الخادِمة واحدًا من أفضلِ خمسة أفلام أجنبية لعام 2009 كما رُشِّحَ لجائزة لجائزة الغولدن غلوب في دورتها السابعة والستين، فيما تنافست أغنيّة «أي أي أي أي» (الأغنية الرئيسية في الفيلم) معَ 63 أغنية أخرى على جائزة الأوسكار لأفضل أغنية أصلية خلال حفل توزيع جوائز الأوسكار الثاني والثمانون، وعلى الرغم من النجاح الكبير الذي حققه الفيلم؛ لم ينجح في حصدِ أيّ جائزةٍ من جوائز الأوسكار بل لم يتمّ اختيارهُ خلال حفل التقديم أصلًا.

## الجوائز
| عام  | هدف                                         | مستلم                                           | جائزة                                                                   | نتيجة |
| ---- | ------------------------------------------- | ----------------------------------------------- | ----------------------------------------------------------------------- | ----- |
| 2009 | مهرجان كارتاخينا السينمائي                  | سيباستيان سيلفا                                 | جائزة النقاد - أفضل فيلم                                                | فوز   |
| 2009 | مهرجان كارتاخينا السينمائي                  | كاتالينا سافيدرا                                | ذهبية الهند - أفضل ممثلة                                                | فوز   |
| 2009 | مهرجان كارتاخينا السينمائي                  | سيباستيان سيلفا                                 | ذهبية الهند - أفضلُ فيلم                                                 | رُشِّح   |
| 2009 | جوائز جوثام السينمائية                      | غريغوريو غونزاليس (منتج) سيباستيان سيلفا (مخرج) | أفضل فيلم                                                               | رُشِّح   |
| 2009 | جوائز جوثام السينمائية                      | كاتالينا سافيدرا                                | أفضل ممثل/ممثلة                                                         | فوز   |
| 2009 | مهرجان بولندا                               | غريغوريو غونزاليس (منتج) سيباستيان سيلفا (مخرج) | جائزة كراكو للأفلام (أفضل فيلم)                                         | فوز   |
| 2009 | مهرجان ساراسوتا السينمائي                   | غريغوريو غونزاليس (منتج) سيباستيان سيلفا (مخرج) | أفضل فيلم روائي                                                         | فوز   |
| 2009 | مهرجان فريبورج السينمائي الدولي             | سيباستيان سيلفا (مخرج)                          | جائزة شريط المواهب                                                      | فوز   |
| 2009 | مهرجان باريس السينمائي الدولي               | سيباستيان سيلفا (مخرج)                          | جائزة الجمهور                                                           | فوز   |
| 2009 | مهرجان تايبيه السينمائي                     | سيباستيان سيلفا (مخرج)                          | أفضلُ فيلم صاعد جائزة الجمهور الثالثة                                    | فوز   |
| 2009 | مهرجان أمريكا اللاتينية السينمائي           | سيباستيان سيلفا (مخرج)                          | جائزة النقاد                                                            | فوز   |
| 2009 | مهرجان أمريكا اللاتينية السينمائي           | سيباستيان سيلفا (مخرج)                          | جائزة إلسين الأولى - أفضل فيلم                                          | فوز   |
| 2009 | جوائز مهرجان صندانس السينمائي               | سيباستيان سيلفا (مخرج)                          | جائزة لجنة التحكيم الكبرى: السينما العالمية - الفئة الدرامية            | فوز   |
| 2009 | جوائز مهرجان صندانس السينمائي               | كاتالينا سافيدرا                                | جائزة لجنة التحكيم الخاصة (بالنيابة): السينما العالمية - الفئة الدرامية | فوز   |
| 2009 | جوائز الأقمار الصناعية 2009                 | كاتالينا سافيدرا                                | أفضل ممثلة - فئة دراما الصور المتحركة                                   | رُشِّح   |
| 2009 | جوائز الأقمار الصناعية 2009                 | سيباستيان سيلفا (مخرج)                          | أفضل فيلم بلغة أجنبية                                                   | فوز   |
| 2010 | جوائز إن إيه إيه سي بي للصور                | سيباستيان سيلفا (مخرج)                          | أفضل فيلم لغة أجنبية                                                    | رُشِّح   |
| 2010 | حفل توزيع جوائز الغولدن غلوب السابع والستون | سيباستيان سيلفا (مخرج)                          | جائزة غولدن غلوب لأفضل فيلم بلغة أجنبية                                 | رُشِّح   |

## روابط خارجية
- مقالات تستعمل روابط فنية بلا صلة مع ويكي بيانات